# Journée nationale de la Mémoire pour la Vérité et la Justice
Vous pouvez aider à l'améliorer ou bien discuter des problèmes sur sa page de discussion.
- Son texte doit être wikifié : il ne correspond pas à la mise en forme Wikipédia (style, typographie, liens internes, liens entre les wikis, etc.). (Marqué depuis juin 2025)
- La traduction doit être revue. Le contenu est difficilement compréhensible à cause d’erreurs de traduction, peut-être dues à l’utilisation d’un logiciel de traduction automatique. (Marqué depuis juin 2025)

La Journée nationale de la Mémoire pour la Vérité et la Justice est un jour férié en Argentine qui a lieu le 24 mars de chaque année, date qui correspond au Coup d'Etat du 24 mars 1976. L'objectif de cette commémoration est de maintenir la mémoire pour que "jamais plus" de tels coups d'Etat et violations de droits humains ne se répètent et que les auteurs de ces crimes soient toujours condamnés.
Le Processus de Réorganisation Nationale (nom de la dernière junte militaire) qui a causé la mort, la disparition, le viol, la torture, la séquestration et l'exil de dizaines de milliers d'argentins. La dictature a également séquestré des nourrissons, dont certains sont nés en captivité, qui ont ensuite été soustraits de leurs parents au profit de proches de la junte militaire. Les organisations de droits humains, les syndicats, les mouvements sociaux et beaucoup de partis politiques font référence à plus de 30 000  disparus, victimes de cette dernière dictature et dont la mémoire est assurée dans la société actuelle grâce à l'adage "30 000 arrêtés disparus, Présents ! Maintenant et toujours !" entonné à chaque commémoration,,.
Au départ, cette journée de commémoration est informelle car elle s'organise sur des initiatives populaires isolées à partir du 24 mars 1984. C'est en 1998 que le président Carlos Menem signe un décret prévoyant que les établissements scolaires consacreront chaque 24 mars à l'analyse critique du coup d'Etat pour se "remémorer les victimes causées par la violence irrationnelle de groupes armés et la répression illégale". En 2002, sous la présidence d'Eduardo Duhalde, une loi organise la commémoration officielle désormais dénommée "Journée nationale de la Mémoire pour la Vérité et la Justice". En 2006, sous le mandat de Néstor Kirchner, cette journée est déclarée jour férié,.

## Histoire

### Contexte historique
Le 10 décembre 1983, le président Raúl Alfonsín, démocratiquement élu, mettait fin à la sanglante dictature initiée le 24 mars 1976. Au cours du XXe siècle, cinq gouvernements démocratiques ont été déchus par des coups d'Etat qui imposèrent des dictatures civico-militaires. Durant les 53 années qui séparent le premier coup d'Etat en 1930 et l'élection de Raúl Alfonsín en 1983, l'Argentine a connu seulement douze années de démocratie. Les 41 années restantes ont vu défiler diverses juntes militaires ou des gouvernements arrivés frauduleusement au pouvoir grâce aux forces militaires. La violence des juntes militaires contre la population étaient de plus en plus forte au fil des années avec un point culminant dans les années 1970 et 1980 durant lesquelles le terrorisme d'État était systématique.
Lors de l'investiture de Raúl Alfonsín, les argentins craignaient fortement que celui-ci ne soit renversé par un nouveau coup d'Etat. Plus tard, il a été révélé que les présidents Alfonsín et Menem ont fait face à quatre tentatives de coup d'Etat organisés par les Carapintadas. Après ces tentatives infructueuses, ces derniers ont mis fin à leurs activités en décembre 1990.
Durant ces années de retour de la démocratie, la classe politique et les ONG étaient conscientes que la consolidation de la démocratie était étroitement liée au bon respect des droits humains. C'est ainsi que l'une des premières mesures prises par le Président Alfonsín a été la création d'une Commission (CONADEP) qui devait enquêter sur les crimes contre l'humanité commis entre le 24 mars 1976 et le 10 décembre 1983, afin de dresser un rapport qui servît de base aux accusations contre les dirigeants du Processus de Réorganisation Nationale, exception faite pour la dernière junte qui a transmis le pouvoir au gouvernement démocratique.

### Première mobilisation informelle le 24 mars 1984
Dans ce contexte de retour de la démocratie, les forces politiques et les ONG ont commencé de se mobiliser chaque 24 mars, afin de faire appel à la mémoire collective pour condamner les coups d'Etat, les violations de droits humains et défendre la démocratie.
La première commémoration est organisée par les Radicaux et les Péronistes le 24 mars 1984 à Rosario. Avec quelques 700 participants, la participation à cette première manifestation bipartisane fut relativement faible mais elle a marqué l'histoire. Pour cette raison, elle est réorganisée dans les années suivantes sous la devise "Mémoire et alerte contre les coups d'Etat".

### Première mobilisation des Mères de la place de Mai le 21 mars 1985
C'est en 1985 que les Mères de la place de Mai, association dirigée par Hebe de Bonafini, ont commencé de manifester chaque 24 mars. Cette date est choisie pour mobiliser la mémoire et la conscience collective, bien que la première mobilisation en 1985 ait eu lieu le 21 mars. En effet, l'objectif était de correspondre avec l'ouverture du Procès des juntes militaires un mois plus tard. Elles souhaitaient dénoncer les fortes pressions qui étaient exercées pour que les auteurs de crimes contre humanité soient déclarés non coupables.

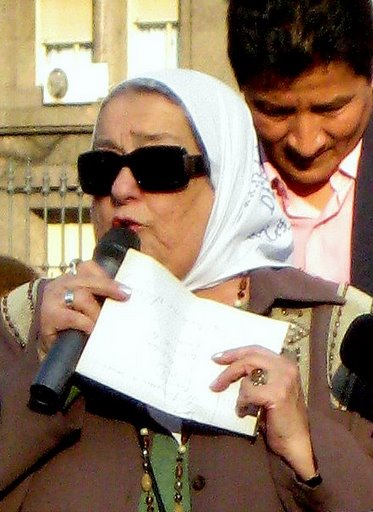
Hebe De Bonafini, présidente des Mères de la place de Mai, a lancé en 1985 la traditionnelle manifestation du 24 mars pour exiger aux autorités démocratiques qu'il n'y ait jamais d'impunité pour les auteurs de violations des droits humains.

Les Mères et les Grands-mères de la place de Mai ont émis des réserves sur la commission qui a enquêté sur les violations des droits humains dont le rapport a permis au ministère public de fonder ses accusations. En effet, ces deux organisations n'y sont pas mentionnées puisque la commission a refusé de rechercher l'existence du plan systématique de séquestration d'enfants et de suppression de leurs identités,,,. Par ailleurs, les discours des Mères et des Grand-mères n'utilisent pas la qualification générique des dirigeants de la junte de "terroristes" contrairement à la théorie des deux démons. L'omission de l'action politique des personnes disparues et torturées par la CONADEP a poussé les Mères et les Grands-mères à rendre hommage aux disparus en faisant connaître leurs idéaux pour un monde plus juste et de revendiquer leur lutte contre la dictature. Les manifestations des Mères de Place de Mai auraient cet objectif central, c'est-à-dire de revendiquer la lutte et les idéaux des disparus, et de revendiquer le "jugement et la punition des coupables" du terrorisme d'État. Un des moments cruciaux et plus émotifs de ces premières manifestations du 24 mars a été la référence massive aux personnes disparues via le cri de masse :

« - 30.000 detenidos-desaparecidos...
- ¡Presentes!
¡Ahora y siempre!
¡Ahora y siempre!
¡Ahora y siempre! »

Les manifestations du 24 mars sont conçues comme un espace public d'expression populaire directe dirigé vers les autorités, pour empêcher ou dénoncer les manœuvres de corruption des institutions républicaines, qui promeuvent souvent l'impunité à la suite de la violation de droits humains, autant pendant la dictature qu'en démocratie.
La première manifestation de 1985 était tournée vers l'imminent procès des Juntes militaires. La devise utilisée pour l'occasion était "Demande punition", tirée du poème "Les ennemis" de Pablo Neruda,. Aussi à cette occasion, Hebe de Bonafini a critiqué l'exclusion de la dernière junte militaire du procès, considérant que le Président Alfonsín avait l'intention de limiter au minimum les condamnations pour crime contre l'humanité,.
Les années qui suivent le procès ont vu des révoltes militaires par les Carapintadas, qui ont permis de consacrer l'impunité, dénoncée par Hebe de Bonafini, via les lois Point Final,Obédience Due et d'amnisties sous les gouvernements Alfonsín et Menem. Ces lois seront abrogées par Néstor Kirchner et la Cour Suprême, ce qui conduira à la réouverture de procès dans les années 2000.

## Evolution juridique de la commémoration depuis 1998

### Décret 314 de 1998

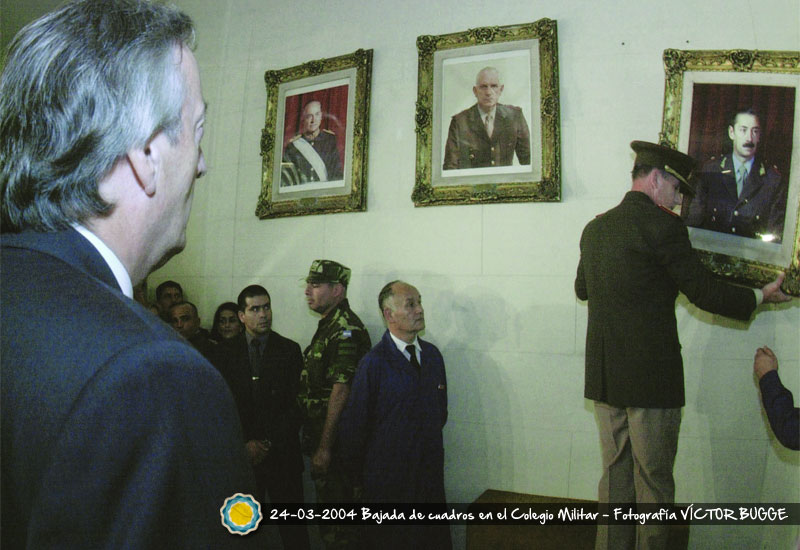
Le Jour de la Mémoire de 2004, le Président Néstor Kirchner ordonne que les photographies des dictateurs affichées au Collège Militaire de la Nation soient retirées.

En 1998, le président Carlos Menem signe un décret prévoyant que les établissements scolaires consacreront cette date à l'analyse critique du coup d'Etat et à se "remémorer les victimes causées par la violence irrationnelle de groupes armés et la répression illégale".

### Loi 25 633 de 2002

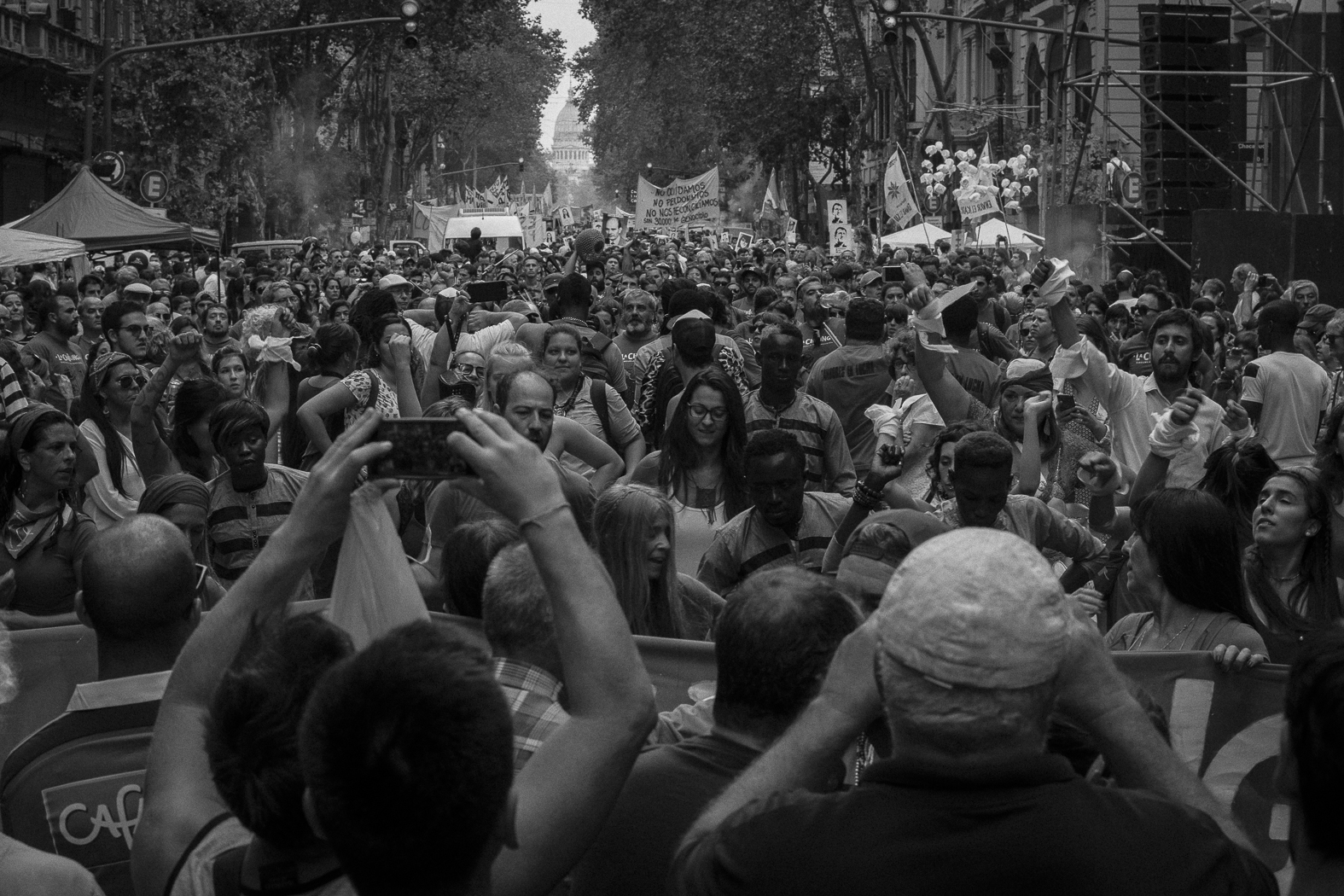
Manifestation à Buenos Aires lors de la Journée Nationale de la Mémoire de 2018.

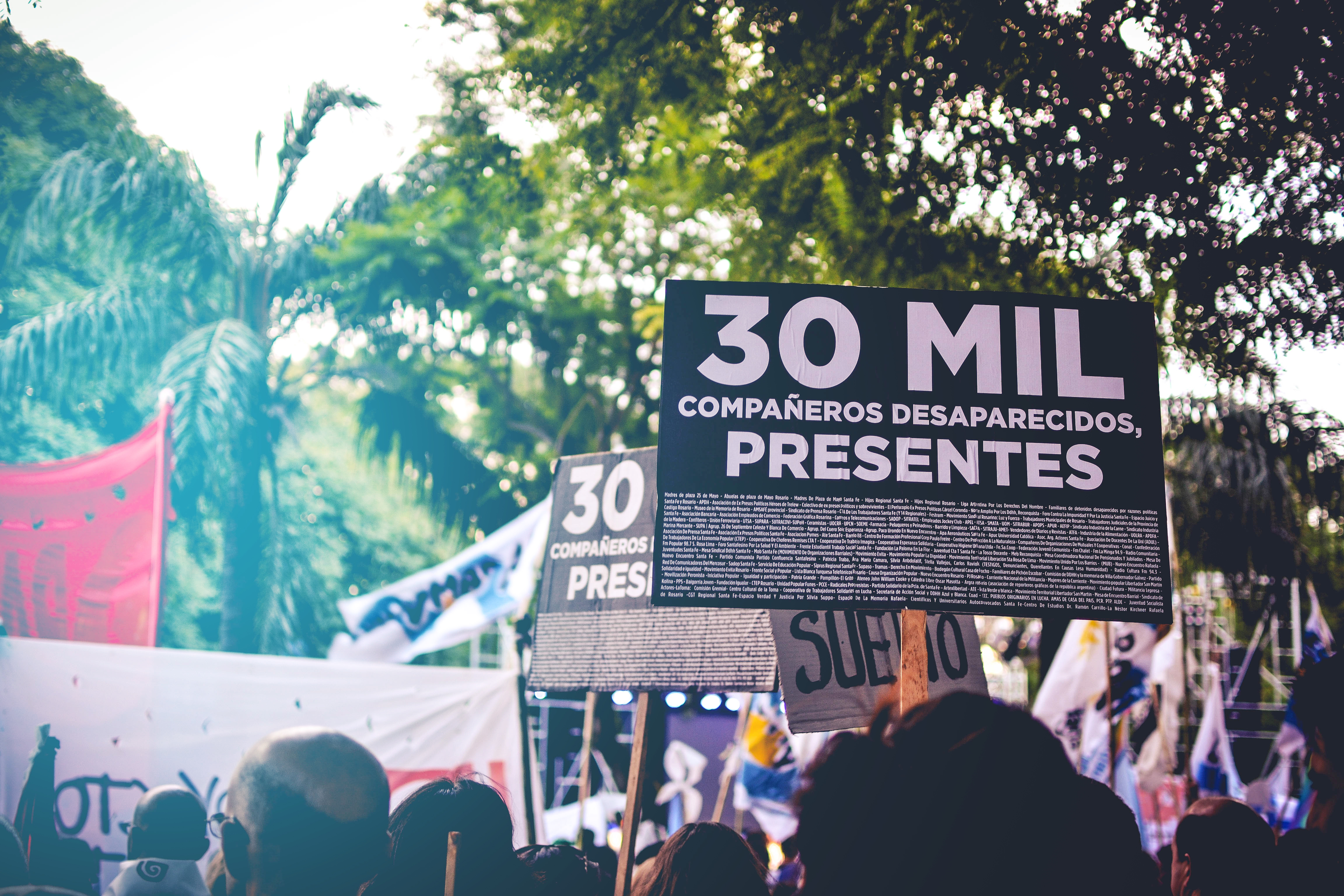
Commémoration de la Journée Nationale de la Mémoire de 2018 à Santa Fe.

Le 2 août 2002, sous la présidence d'Eduardo Duhalde, le Congrès de la Nation adopte la loi 25 633 qui prévoit la création de la Journée Nationale de la Mémoire pour la Vérité et la Justice afin de commémorer les victimes, sans toutefois donner un caractère férié à cette journée.

### Loi 26 085 de 2006
En 2006, le président Néstor Kirchner dépose un projet de loi pour que le 24 mars soit un jour férié. La loi a été adoptée avec le vote majoritaire du Front pour la Victoire à la Chambre des députées et au Sénat. L'opposition a voté négativement ou s'est abstenue,.
Certains activistes en faveur des droits humains, le prix Nobel de la Paix Adolfo Pérez Esquivel et Nora Cortiñas (présidente de Mères de Place de Mai Ligne Fondatrice), ainsi que l'Assemblée Permanente par les Droits Humains (APDH), se sont opposés au projet.

### Décret de Besoin et d'Urgence relatif à la mobilité en 2017 et dérogation immédiate

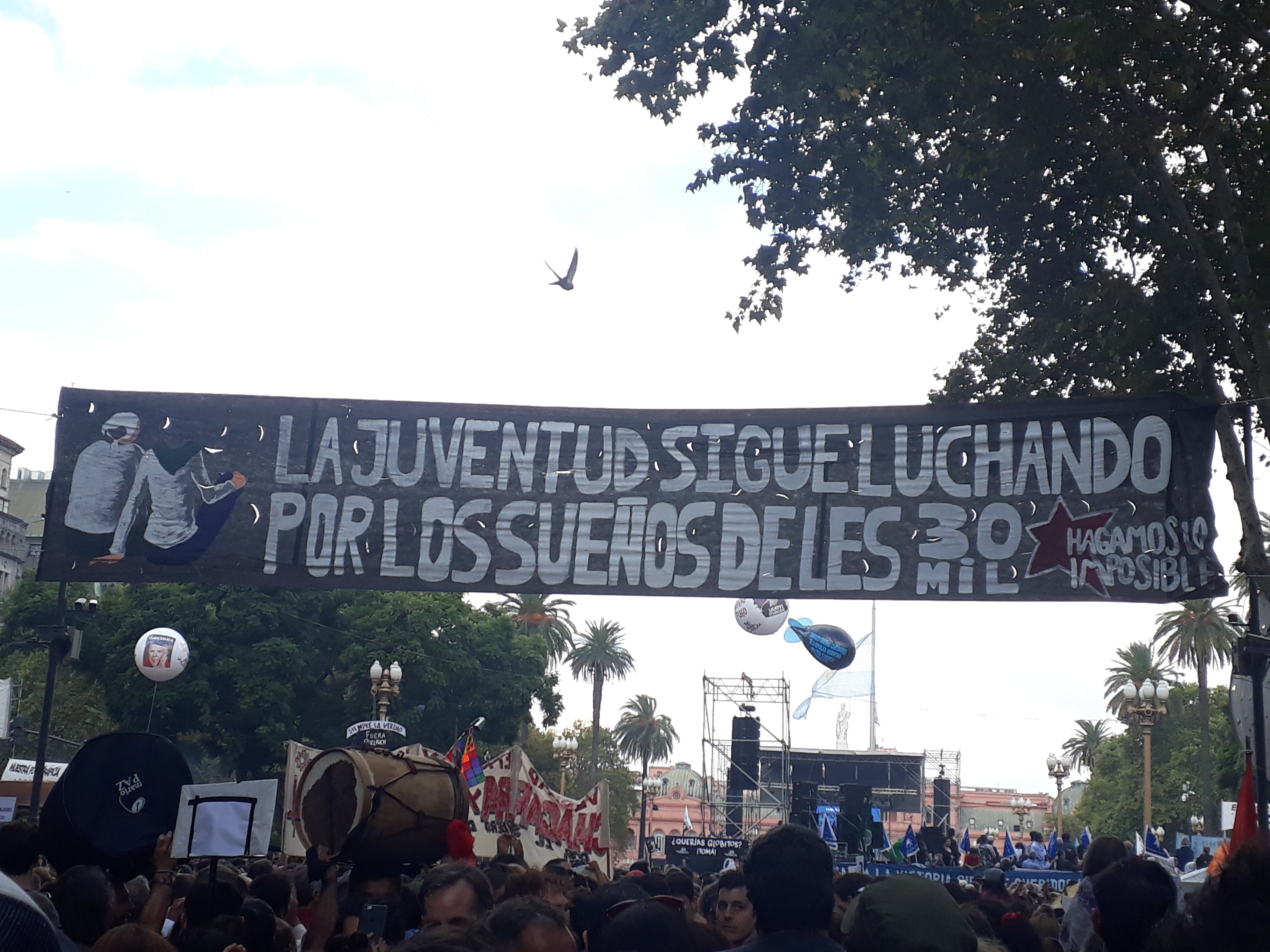
Journée Nationale de la Mémoire pour la Vérité et la Justice à Buenos Aires en 2019.

En 2017, le président Mauricio Macri de la coalition Cambiemos signe un Décret de Besoin et d'Urgence (DNU), qui établit, entre autres, que ce jour férié sera mobile. Toutefois, onze jours plus tard, cette disposition est annulée après la mobilisation du péronisme et des organisations de droits humains,,,,.

## Remise en cause des données historiques liées aux commémorations
Le 24 mars 2024, sous la présidence de Javier Milei, le compte officiel de la Casa Rosada a publié une vidéo explicitant « sa version sur le 24 mars 1976 ». La vidéo rassemble le témoignage de la fille du capitaine Humberto Viole et les commentaires du journaliste Juan Bautista Yofre et de l'ancien guerrillero Luis Labraña, qui prétend que "les disparus ont été une affaire louche" et que "l'histoire des 30.000 disparus est fausse". La vidéo ne fait pas mention du rapport officiel Nunca más sur la disparition et la torture de personnes, ni aux sentences en cas de crimes contre l'humanité. Il termine en proposant aux Argentins "de se donner la main et de regarder dans la même direction pour avancer".